# 塞默灵
塞默灵是奥地利下奥地利州诺因基兴县的一个市镇。总面积8.66平方公里，总人口642人，人口密度74.1人/平方公里（2005年）。